# Karina Kunkiewicz
Karina Kunkiewicz (ur. 25 kwietnia 1974 w Warszawie) – polska aktorka i prezenterka telewizyjna.

## Działalność
W 1997 ukończyła studia na Akademii Teatralnej w Warszawie (dyplom 1998).
W latach 2002–2005 występowała w Teatrze Stara Prochownia w Warszawie. Była dziennikarką TVP. Od września do grudnia 2007, w TV4, razem z Jakubem Klawiterem prowadziła reality show Big Brother 4.1.
Jej mężem jest Piotr Narożnik.

## Filmografia
- 2017: Sztuka kochania. Historia Michaliny Wisłockiej jako Natalia, pacjentka Wisłockiej
- 2014: Blondynka jako gość wystawy Krisa (odc. 28)
- 2011: Komisarz Alex jako mecenas Monika Rosiak (odc. 13)
- 2011: Szpilki na Giewoncie jako mecenas Krystyna
- 2010: Klub szalonych dziewic jako Małgosia, koleżanka Marka
- 2010: Nowa jako Sylwia Sawicka
- 2010: Erratum jako Magda, żona Michała
- 2010: Hotel 52 jako prowadząca aukcję (odc. 5)
- 2008: Teraz albo nigdy! jako redaktor naczelna (odc. 6)
- od 2007: Klan jako doktor Edyta Przybysz
- 2007: Non-stop kolor jako Lukrecja
- 2005: Dziki 2: Pojedynek jako Jola, asystentka generała
- 2005: Zakręcone jako Gosia (gościnnie)
- 2004–2008: Kryminalni jako Agata, specjalista z laboratorium policyjnego
- 2004: Dziki jako Jola, asystentka generała
- 2003–2005: Czego się boją faceci, czyli seks w mniejszym mieście jako dziennikarka Odeta (2003)
- 2003–2007: Na Wspólnej jako Magda Kowalik
- 2002–2007: Samo życie jako Iwona Daniluk, nauczycielka w CVIII LO
- 2000: Zakochani jako stewardesa
- 2000–2001: Adam i Ewa jako pracownica biblioteki
- 1999–2005: Lokatorzy jako Kasia Maciejko (gościnnie)
- 1999–2007: Na dobre i na złe jako Sabina (gościnnie)
- 1999: Tryumf Pana Kleksa jako sekretarka / Papuga / Wróżka / Amanda / Róża
- 1999: Pierwszy milion jako sekretarka Boruckiego
- 1999: Tydzień z życia mężczyzny jako fotoreporterka
- 1998: Gabinet Terapii Ogólnej jako Ilonka
- 1998: Ekstradycja 3 – sekretarka Sawki (nie występuje w napisach) (w napisach błędna informacja, o Lucynie Malec jako odtwórczyni tej roli) (odc.10)[1].
- 1998: Miodowe lata jako pielęgniarka (gościnnie)
- 1997: Klan jako pracownica Firmy Doradczej „Partners Ltd.” (gościnnie)
- 1997: Zaklęta jako Anita
- 1995: Uczeń diabła jako Esterka
- 1991: Maria Curie (Marie Curie, une femme honorable) jako Bronia, siostra Marii, jako dziecko

## Polski dubbing
- 2003–2005: Radiostacja Roscoe jako Grace
- 1997–1998: Przygody Olivera Twista jako Nancy